# Fungiacyathus marenzelleri
Espèce
Statut CITES
Fungiacyathus marenzelleri est une espèce de coraux appartenant à la famille des Fungiacyathidae.